# Zorzines chiangmaiensis
Zorzines chiangmaiensis är en fjärilsart som beskrevs av Sato 1991. Zorzines chiangmaiensis ingår i släktet Zorzines och familjen nattflyn. Inga underarter finns listade i Catalogue of Life.